# 長谷川天渓

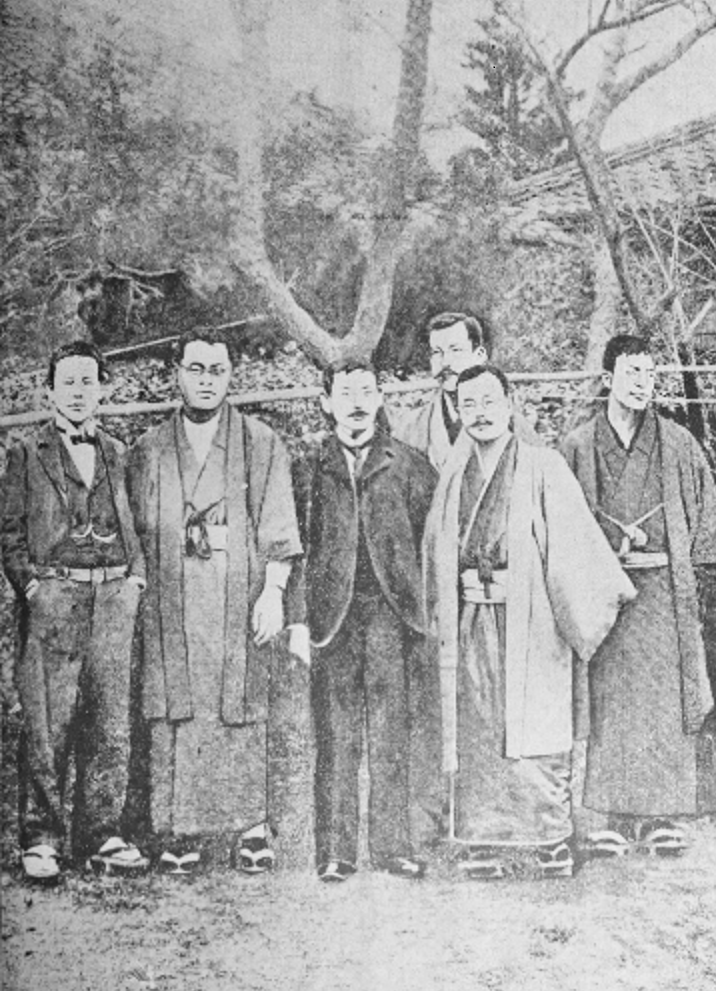
長谷川天渓（左端）。その横に田山花袋、国木田独歩、川上眉山、小栗風葉、蒲原有明

長谷川 天渓（はせがわ てんけい、1876年11月26日 - 1940年8月30日）は、20世紀初期に活躍した日本の文芸評論家である。本名は長谷川誠也。

## 経歴
新潟県刈羽郡高浜町出身、柏崎に育つ。高田中学入学後上京し、東京専門学校（現早稲田大学）に学び、坪内逍遥や大西祝に学ぶ。卒業後は博文館に勤務し、雑誌『太陽』の編集にたずさわる。「小説家と時代精神」を発表し、評論活動にはいる。『太陽』1906年10月に「幻滅時代の芸術」を発表した。その後、『太陽』1908年1月の「現実暴露の悲哀」にいたるまで、自然主義文学を擁護する立場から論陣をはる。
1910年、社命により渡欧してからは評論活動よりも出版者としての活動が主となり、博文館の取締役もつとめた。また、1921年には文部省の臨時国語調査委員もつとめた。1923年から1927年まで『太陽』編集主幹。1940年、胆嚢炎にて死去。
瀬沼茂樹は岩波文庫で『長谷川天渓文芸評論集』を編み、主要な評論を集成した。また、筑摩書房の『現代日本文学大系』の『文芸評論集』の解説で、「その議論は粗雑で大胆であったが、幻滅時代、論理的遊戯、現実暴露の悲哀などの多くの流行語を生む機敏さをそなえていた」と評している。

## 著書

### 単著
- 『通俗世界歴史』博文館〈通俗百科全書 第2編〉、1898年2月。NDLJP:768414。
- 『ボルドヰン氏原始的心理学』東京専門学校出版部、1902年1月。NDLJP:759846。
- 『アリストートル 一名・希臘教育史』同文館〈大教育家 第2編〉、1902年4月。NDLJP:809437。
- 『文芸観』文明堂、1905年8月。NDLJP:871771。
- 『自然主義』博文館、1908年7月。NDLJP:871651。
  - 複製版 編『自然主義』日本図書センター〈近代文芸評論叢書 21〉、1992年3月。ISBN 978-4820591504。
- 『万年筆』左久良書房〈文芸入門 第3編〉、1910年2月。NDLJP:889268。
- 『文芸思潮論』博文館、1929年2月。NDLJP:1146356。
- 『文芸と心理分析』春陽堂、1930年9月。
- 『精神分析とイギリス文学』英語英文学講座刊行会〈英語英文学講座〉、1933年6月。
- 『遠近精神分析観』岡倉書房、1936年9月。
- 『国語国字及び文学の心理研究』三学書房、1941年2月。
- 『長谷川天溪文芸評論集』岩波書店〈岩波文庫〉、1955年2月。
  - 復刊 編『長谷川天溪文芸評論集』岩波書店〈岩波文庫〉、1988年2月。ISBN 978-4003111918。

### 編著
- 『如蘭集』長谷川誠也、1898年1月。
- 『塙検校』博文館〈少年読本 第47編〉、1902年3月。
- 『新撰西洋歴史問答』博文館〈受験問答叢書 第5編〉、1902年9月。NDLJP:814430。
- 『新修百科大辞典』博文館、1934年4月。

### 翻訳
- パウル・ケーラス 著、長谷川天渓 訳『科学的宗教』鴻盟社、1899年12月。NDLJP:814805。
- パウル・ケーラス 著、長谷川天渓 訳『仏教哲学』鴻盟社、1901年2月。NDLJP:817261。
- ボルドヰン・ブラウン 著、長谷川天渓・梅沢和軒・中島孤島 訳『美術概論』春陽堂、1903年11月。NDLJP:849704。
- ジー・リューヰス 著、長谷川天渓 訳『文学訓』博文館、1906年5月。NDLJP:871759。
- ベネヂツト・クローチエ 著、長谷川誠也・大槻憲二 訳『美学』春秋社〈世界大思想全集 第1期 46〉、1930年4月。
  - ベネデット・クローチェ 著、長谷川誠也・大槻憲二 訳『美学』ゆまに書房〈世界言語学名著選集 第1巻〉、1998年3月。ISBN 978-4897144078。
- フロイト 著、長谷川誠也・大槻憲二 訳『社会・宗教・文明』春陽堂〈フロイド精神分析学全集 第3巻〉、1931年6月。

### 校訂
- 『名家漫筆集』長谷川天溪校訂、博文館〈帝国文庫 第23篇〉、1929年2月。NDLJP:1884510。